# 老撾伊斯蘭教
老撾，大多數居民是上座部佛教徒，但仍有少数穆斯林生活，大概佔人口0.01%，主要生活在首都万象，那裹有他們的清真寺。
最早來到寮國的南亞穆斯林被認為是本地治里的泰米爾穆斯林，他們在法國殖民時期通過胡志明市抵達該國。這些泰米爾人主要屬於Labbay種姓，在寮國首都找到了勞工和警衛的工作。第一次世界大戰期間，英國軍隊雇傭並派遣普什圖人到東南亞。南亞穆斯林今天主要分佈在萬象。
穆斯林在老撾主要從事貿易和肉食業(佛教徒厭惡宰殺)，另一批穆斯林是占族，為逃避红色高棉進入老撾。他們主要生活在城市。
在2016年6月，一座新的清真寺在乌多姆塞省建立。